# Brunia callunoides
Brunia callunoides är en tvåhjärtbladig växtart som först beskrevs av Daniel Oliver, och fick sitt nu gällande namn av Class.-bockh. och E.G.H.Oliv. Brunia callunoides ingår i släktet Brunia och familjen Bruniaceae. Inga underarter finns listade.